# Camille Fontbostier
Pas d'image ? Cliquez ici

a Compétitions nationales et continentales officielles uniquement.

Dernière mise à jour le 4 avril 2020.
Camille Fontbostier, né le 28 mai 1990 à Poissy, est un joueur français de rugby à XV qui évolue au poste de talonneur. Il joue au sein de l'effectif de l'Amicale sportive vauréenne
depuis 2017.

## Biographie
Camille Fontbostier débute au club de Gargenville[réf. nécessaire] avant d'entrer au centre de formation du Racing Métro 92 tout comme son coéquipier Nathan Lane. Emmené par son coach de l'époque Patrice Collazo, il gagne durant la saison 2010-2011 le titre de Champion de France espoir avec le Racing Métro 92. Il rejoint ensuite le Stade aurillacois et joue son premier match de Pro D2 lors de la saison 2012-2013.
Il finira la saison par une défaite en demi finale du Pro D2 contre le futur promu du Club athlétique Brive Corrèze Limousin. 
Il rejoint à la fin de la saison 2012-2013 le club de fédérale 1 de l'AC Bobigny 93 rugby pour quatre saisons, puis l'Avenir Castanéen rugby pour deux saisons,.
Il est en parallèle co-gérant de la société Akka Sports depuis mars 2015.

## Palmarès
- Champion de France du  championnat de France espoirs de la saison 2010-2011
- Demi finaliste des matchs de barrages d'accession au Top 14 de la saison 2012-2013 de la Pro D2